# Bokove, Bârzula
Bokove (în ucraineană Бокове) este un sat în comuna Liubașivka din raionul Bârzula, regiunea Odesa, Ucraina.

## Demografie
Componența lingvistică a localității Bokove
     Ucraineană (80,15%)
     Română (16,54%)
     Rusă (2,41%)
     Alte limbi (0,15%)
Conform recensământului din 2001, majoritatea populației localității Bokove era vorbitoare de ucraineană (80,15%), existând în minoritate și vorbitori de română (16,54%) și rusă (2,41%).